# Požarnica, Lurnsko polje
Požarnica (nem. Pussarnitz) je naselje na Lurnskem polju na Koroškem v Avstriji. 
Znano je po bitki na Lurnskem polju se je odvijala, ko so se Habsburžani bojevali z Goriškimi grofi za dediščino Celjskih knezov. Po tej bitki je bil v bližnji Požarnici sklenjen mir (Požarniški mir), po katerem so Habsburžani dokončno prevzeli nadzor nad slovenskimi deželami. Tudi tedaj so bili Slovenci vojaki v obeh sovražnih vojskah – spet smo bili razdvojeni.